# 대한지질학회
사단법인 대한지질학회(The Geological Society of Korea, GSK)는 지질과학의 기초 및 그 응용에 관한 학술과 기술의 발전 및 보급을 목적으로 1947년 4월 10일에 설립된 학술단체이다. 1963년 4월에 사단법인으로 설립 허가됐다. 사무실은 서울특별시 강남구 테헤란로7길 22 한국과학기술회관 1관 813호에 있다. 학술대회를 비롯한 각종 행사를 개최, 학술지 및 관련 분야의 서적을 발행, 국내외 단체와의 교류 등을 활동하고 있다. 1964년에 창간된 학술지 《지질학회지》를 발행하고 있다.

## 주요 사업
- 학술대회, 심포지움, 강연회, 야외답사 및 강습회 개최
- 학술회지, 간행물 및 도서의 발간
- 학술의 국제교류
- 학계, 산업계 및 연구기관과의 협력 강화
- 교육프로그램의 개발 및 보급
- 기타 본회의 목적달성에 적합한 사업

## 임원
- 회장
- 부회장
- 총무이사
- 재무이사
- 기획이사
- 학술이사
- 섭외·홍보이사
- 국제협력이사
- 감사

## 학술지
- 《지질학회지》 - 1964년에 창간하여 매년 발행

※홈페이지
- 《Geosciences Journal》 - 1997년에 창간

※홈페이지
- 《Episodes》

※홈페이지

## 주요 논문
다음은 한국의 지질과 관련된 대한지질학회 지질학회지의 주요 논문이다.

### 1960년대
| 논문 제목 (한국어) 및 url 링크                                     | 논문 제목 (영어) | 날짜     | 호  | 쪽 (쪽수)    | 저자                  | 내용 |     |
| 1권                                                                | 1권 | 1권      | 1권 | 1권          | 1권                   | 1권 | 1권 |
| ------------------------------------------------------------------ | --- | -------- | --- | ------------ | --------------------- | --- | --- |
| 카나다 쾌백주 동하드슨만 남호-프웰해협지역의 화강암과 미그마타이트 | Granites and Migmatites in the South Hopewell Sound Area, East of Hudson Bay, Province of Quebec, Canada                   | 1964.8   | 1   | 1-23         | 이상만                | 캐나다 퀘백 주의 화강암과 미그마타이트. 대한지질학회 최초의 논문 |     |
| 江原道 銅店의 所謂 「蟲蝕石灰岩」에 對하여                         | The so-called "Worm-eaten Limestone" at Dongjeom, Kangweon-do                                                              | 1964. 8  | 1   | 24-34 (11)   | 정창희                | 동점동 조선 누층군 화절층의 충식석회암 |     |
| 2권                                                                | |          |     |              |                       | |     |
| 上東鑛山 및 그 附近의 地質構造와 重石鑛床의 鑛化作用과의 關係      | Relations of Structural Pattern and Tungsten Deposition in the Sangdong Mine and its Vicinity                              | 1966. 6  | 1   | 1-16 (16)    | 윤석규                | 상동광산의 지질과 광화작용 |     |
| 洛東亞層群(下部白堊系)의 層序 및 堆積                              | Stratigraphy and Sedimentation of Naktong Subgroup (Lower Cretaceous), Gyeongsang Province, Southern Korea                 | 1966. 6  | 1   | 17-51 (35)   | 장기홍                | 경상 누층군 낙동아층군 낙동층, 하산동층, 진주층, 칠곡층의 암상과 화석 |     |
| 達城鑛山附近의 地質과 鑛化作用에 對하여                            | On the Geology and Mineralization in Dalsung Mine Area                                                                     | 1966. 6  | 1   | 52-69 (18)   | 원종관, 김기태        | 대구광역시 달성광산의 광화작용 |     |
| 濟州道의 火山岩類                                                  | Volcanic Rocks in Cheju Island                                                                                             | 1966. 12 | 2   | 1-7 (7)      | 이상만                | 제주도의 화산암 |     |
| 江陵炭田 東部의 地質構造                                           | Geologic Structure in the Eastern Part of Gangreung Coal Field                                                             | 1966. 12 | 2   | 8-17 (11)    | 손치무                | 강릉탄전 동부의 층서와 습곡구조 |     |
| 卯谷層과 後大同紀 地殼運動                                         | The Myogog Formation and Its Tectonic Significance                                                                         | 1966. 12 | 2   | 21-35 (16)   | 정창희, 이하영        | 경상 누층군 묘곡층의 식물화석 |     |
| 3권                                                                | |          |     |              |                       | |     |
| 慶北 玉房重石鑛床의 地質 및 成因                                   | Geology and Ore Deposits at the Okbang Scheelite Mine, North Gyeongsang Province, Korea                                    | 1967.3   | 1   | 1-19 (19)    | 이상만                | 봉화군-울진군 옥방광산의 지질 |     |
| 寺洞統 砂岩의 堆積岩石學的 研究                                    | Petrographic Study of the Sadong Sandstones                                                                                | 1967.3   | 1   | 21-35 (15)   | 정창희                | 평안 누층군 사동층 |     |
| 將軍망간鑛山의 地質과 鑛床                                         | Geological Study of Janggun Manganese Mine                                                                                 | 1967.3   | 1   | 51-59 (9)    | 이대성                | 봉화군 장군 망가니즈광산의 지질과 광상 |     |
| 펀치볼의 생성원인                                                  | The Origin of the so-called Punch Bowl                                                                                     | 1967.3   | 1   | 61-66 (6)    | 김봉균, 박용안        | 인제군 펀치볼의 생성원인은 변성암과 이를 관입한 화강암의 차별침식에 의한 것이다. |     |
| 白堊紀 化石빗자국의 한 出産                                        | An Occurrence of Late Cretaceous fossil rain prints in Korea                                                               | 1967.3   | 1   | 67-70 (4)    | 장기홍                | 장기홍이 의령군 의령읍의 경상 누층군 함안층에서 발견한 빗방울자국[雨痕]에 대한 논문으로, 이 빗방울자국은 1968년 대한민국의 천연기념물 제196호로 지정되어 오늘날 의령 서동리 함안층 빗방울 자국으로 남아 있다. |     |
| 新羅礫岩舌層의 堆積環境과 層序關係                                 | Sedimentary Environments and Stratigraphic Relations of the Silra Conglomerate Tongue, Gyeongsang Province, Southern Korea | 1967.6   | 2   | 101-112 (12) | 장기홍                | 경상 누층군 신라 역암층의 퇴적환경 |     |
| 江原道 襄陽鑛業所 附近 閃長岩內의 퍼어사이트의 形成作用            | Formation of the Perthite in the Syenite at the Yangyang Mining District, Kangwon Province, Korea                          | 1967.6   | 2   | 113-125 (13) | 김형식                | |     |
| 4권                                                                | |          |     |              |                       | |     |
| 安養川流域의 地下水資源에 對하여                                   | Summary Report on the Ground-Water Resources of the Anyang Chon Basin                                                      | 1968.5   | 1   | 1-21 (21)    | Joseph T. Callahan 외 | 경기도 안양천의 지하수 |     |
| 慶尙層群의 層序槪要                                                | An Introduction to the Stratigraphy of Gyeongsang (Kyongsang) Group, Gyongsang Province, Southern Korea                    | 1968.5   | 1   | 41-44        | 장기홍                | 경상 누층군의 전반적인 층서와 암상 |     |
| 將軍鑛山의 酸化망간 鑛物에 關하여                                  | Manganese Oxide Minerals From Janggun Manganese Mine, Korea                                                                | 1968.8   | 2   | 57-76 (20)   | 김수진                | 장군 망가니즈광산의 광물 |     |
| 慶尙盆地 北西部의 白堊紀 古水流 및 堆積                            | Cretaceous Paleocurrent and Sedimentation in Northwestern Part of Gyeongsang Basin, Southern Korea                         | 1968.8   | 2   | 77-97 (21)   | 장기홍, 김항묵        | 경상 분지 북서부의 고수류(古水流; Paleocurrent)와 연흔 |     |
| 中生代 玄武岩中의 自然銅鑛床 成因硏究                              | Genesis of the Native Copper Deposits in Mesozoic Basalt Flows in the Yongyang Basin, Korea                                | 1968. 10 | 3   | 111-162 (52) | 이정환                | 영양군 경상 누층군 도계동층 내 세천동 현무암 내 자연구리 |     |
| 5권                                                                | |          |     |              |                       | |     |
| 長省炭田 一帶의 地質構造                                           | Geologic Structure of Jangseong Coal Field and its Vicinity                                                                | 1969.3   | 1   | 1-11 (11)    | 손치무, 김형식        | 삼척탄전 장성광업소 일대의 지질 |     |
| 江原道 炭三田陟의 層序 및 古生物                                   | Stratigraphy and Paleontology of the Samcheog Coalfield, Gangweondo, Korea (I)                                             | 1969. 3  | 1   | 13-55 (43)   | 정창희                | 이 논문에서 정창희는 삼척탄전을 평안 누층군의 표식지로 삼고, 그 층서를 밑에서부터 만항층, 금천층, 장성층, 함백산층, 도사곡층, 고한층, 동고층으로 새로 설정하였다.                                             |     |
| 慶尙系內의 鑛化作用에 관하여                                       | On the Mineralization within the Gyeongsang System                                                                         | 1969.3   | 1   | 68-70 (3)    | 이상만                | 경상 분지 내 발달하는 금-은, 동-아연, 철, 중석-휘수연, 납석(蠟石)광상에 대한 대략적인 설명 |     |

### 1970년대
한국의 지질학자인 정창희는 1974년 4월부터 1976년 4월까지 대한지질학회의 회장으로 재임했다.
| 논문 제목 (한국어) 및 url 링크 | 논문 제목 (영어) | 날짜    | 호  | 쪽 (쪽수)    | 저자                                        | 내용 |     |
| 6권 | 6권 | 6권     | 6권 | 6권          | 6권                                         | 6권 | 6권 |
| --- | --- | ------- | --- | ------------ | ------------------------------------------- | --- | --- |
| 慶尙北道에 있어서의 上部中生層의 地質 (I)                                                                                         | Geology of Upper Mesozoic Strata, N. Gyeongsang Province, Southern Korea (I) | 1970.3  | 1   | 1-12 (12)    | 장기홍                                      | 경상북도 북부의 경상 누층군 지층과 층서 |     |
| 江原炭鑛 長省層에서 發見된 植物化石 數種                                                                                          | Some Fossil Plants from the Jangseong Formation of the Gangweon Coal Mine, Korea | 1970.3  | 1   | 13-28 (16)   | 정창희, 이하영                              | 삼척탄전 강원탄광 평안 누층군 장성층에서 식물 화석이 발견되었다. |     |
| 한국의 신 제3기 퇴적층에 관한 연구                                                                                                | A Study on the Neogene Tertiary Deposits in Korea | 1970.6  | 2   | 77-96 (20)   | 김봉균                                      | 한반도의 제3기 퇴적분지 (길주-명천 분지, 북평 분지, 영해 분지, 포항 분지, 어일 분지, 울산 분지) |     |
| 景汀洞層과 卯谷層의 層位 | Stratigraphic Position of Gyeongjeongdong and Myogog Formations | 1970.6  | 2   | 129-133 (5)  | 장기홍, 양승영                              | 묘곡층은 경상 누층군 낙동층에 대비된다. |     |
| 韓國의 地質系統과 不整合 | Unconformity and Geological Sequences of Korea | 1970.9  | 3   | 187-198 (12) |                                             | 예미각력석회암의 존재, 정선 석회암층과 막골층은 부정합 |     |
| 義林吉 附近의 地質―特히 禮美角礫石灰岩層에 關하여                                                                                 | Geology of Euirimgil and its Vicinity―Special Emphasis on the so-called "Yemi Limestone Breccia Bed" | 1970.12 | 4   | 213-220 (8)  | 김옥준, 권영직                              | 예미각력석회암은 여러 층준에 흩어져 있으며 기저 역암이 아니다. |     |
| 7권 | |         |     |              |                                             | |     |
| 南韓의 鑛床生成時期와 鑛床區 | Metallogenic Epochs and Provinces of South Korea | 1971.3  | 1   | 37-59 (23)   | 김옥준                                      | 한국 광상의 형성시기 |     |
| 丹陽炭田의 層序 및 古生物學的 硏究                                                                                                | Stratigraphy and Paleontology of the Danyang Coalfield, N. Chungcheong-do, Korea | 1971.6  | 2   | 63-85 (21)   | 정창희                                      | 단양탄전 지역 평안 누층군(만항층~동고층) 및 대동 누층군(반송층군 : 사평리층, 현천리층, 덕천리층)의 층서, 암상 및 화석 |     |
| 江原道 三陟郡 銅店附近에 分布된 大石灰岩統의 Conodont 化石群과 그의 層序學的 意義                                                 | Conodont Fauna from the Great Limestone Series in Dongjeom District, Samcheog-Gun, Gangweon-Do and its Stratigraphical Significance                                                                                | 1971.6  | 2   | 89-101 (13)  | 이하영, 이종덕                              | 태백시 동점동에 분포하는 조선 누층군(대기층, 화절층, 두무골층, 막골층, 두위봉층)에서 산출된 코노돈트 화석과 층서 대비 |     |
| 平昌北西部의 地質 | Geology of the Northwestern Part of Pyeongchang District, Gangweon-do, Korea | 1971.9  | 3   | 143-152 (10) | 손치무, 정지곤                              | 평창군 북서부 방림층군, 안미리층군, 조선 누층군 평창층군 및 지질구조 |     |
| 韓國 中部 沃川 地向斜帶에 있어서의 火成活動에 關한 硏究                                                                           | Study on the Igneous Activity in the Middle Ogcheon Geosynclinal Zone, Korea | 1971.9  | 3   | 153-216 (64) | 이대성                                      | |     |
| 丹陽炭田 地區의 古生代 및 中生代의 古水流                                                                                         | Paleozoic and Mesozoic Paleocurrents of the Danyang Coalfield District, Korea | 1971.12 | 4   | 257-276      | 김항묵                                      | 단양탄전의 고수류는 서북서 (방위각 295°) 방향으로 흘렀으며 쇄설성 퇴적물의 공급지는 동쪽 |     |
| 8권 | |         |     |              |                                             | |     |
| 서울 화강암의 Rb-Sr방법에 의한 암석년대 측정                                                                                      | Whole-rock Rubidium-Strontium Age of the Seoul Granite | 1972.9  | 3   | 156-162      | 박병권                                      | 서울특별시 서울 화강암의 루비듐-스트론튬 전암 연대측정 결과는 160±10 Ma로 중기 쥐라기 |     |
| 栗里統과 遠南統과의 關係에 對하여                                                                                                 | Relation between Yulri and Weonnam Series | 1972.9  | 3   | 174 (1)      | 최유구                                      | 선캄브리아기 고선리층, 각화사층, 두음리층 |     |
| 古汗層의 高坊山植物群 産出과 그 層序的 意義                                                                                       | Occurrence of Gobangsan Flora in the Gohan Formation and its Stratigraphic Significance | 1972.9  | 3   | 175-176 (2)  | 장기홍                                      | 삼척탄전 평안 누층군 고한리층에서의 식물 화석 산출 |     |
| 聞慶炭田 一帶의 地質構造 | Geologic Structure of the Mungyeong Coalfield | 1972.12 | 4   | 181-190      | 손치무, 백광호                              | 문경탄전의 층서와 습곡 구조 |     |
| 沃川系內 香山里돌로마이트層에서의 Archaeocyatha의 發見과 그 意義                                                                  | Discovery of Archaeocyatha from Hyangsanri Dolomite Formation of the Ogcheon System and its Significance | 1972.12 | 4   | 191-197 (8)  | 이대성, 장기홍, 이하영                      | 옥천 누층군 향산리 돌로마이트층에서 발견된 고배류(Archaeocyatha) 화석에 대한 논문으로 장기홍은 향산리 돌로마이트층을 고생대 지층으로 정하였다. 그러나 나중에 최덕근 외(2012)는 이 화석이 고배류 화석이 아니라고 하였다.                                                                       |     |
| 寧越圖幅 北西部 地域 三方山層의 層序                                                                                              | Stratigraphy of Sambangsan Formation in the Northwestern Area of Yeongweol Quadrangle | 1972.12 | 4   | 211-216 (7)  | 김항묵                                      | 조선 누층군 삼방산층을 하부층원, 상부층원으로 구분하고 '삼방산층의 최하부는 암질상으로는 선평안계-후캄브리아기에 속함을 암시한다.' (아직 삼방산층에서 캄브리아기 화석이 발견되기 전이라 학자들은 태백산지구지하자원조사단에서 정해진 대로 삼방산층이 조선 누층군 이후의 지층이라고 생각했다.) |     |
| 상동 광산 Bi광의 분포 조사 | The Distribution of Bi-minerals in the Sangdong Mine | 1972.12 | 4   | 217-221 (5)  | 문건주                                      | 상동광산의 비스무트 광상 분포 상태 |     |
| 9권 | |         |     |              |                                             | |     |
| 한국 지하수 자원 개발을 위한 지질학적 연구의 필요성                                                                               | The Need of Geological Investigations for the Development of the Ground Water Resources of the Republic of Korea                                                                                                   | 1973.3  | 1   | 24-29 (6)    | Joseph T. Callahan, 최승일                  | 지하수 개발을 위한 지질학적 연구와 지질학자 육성의 필요성 |     |
| 三陟炭田産 紡錘蟲의 古生物學的 硏究                                                                                               | A Paleontological Study of the Fusulinids from the Samcheog Coalfield, Korea | 1973.6  | 2   | 47-88 (42)   | 정창희                                      | 삼척탄전 층서와 방추충 화석 |     |
| 慶尙盆地 北西部 地域 慶尙累層群의 堆積構造                                                                                        | Sedimentary Structures of the Gyeongsang Supergroup in Northwestern Part of the Gyeongsang Basin, Southeastern Korea                                                                                               | 1973.9  | 3   | 125-147 (23) | 김항묵                                      | 경상 분지 북서부 경상 누층군의 퇴적환경은 호성, 하성 환경 |     |
| 韓國 全州-木浦一帶의 미그마타이트에 關한 硏究                                                                                     | On Migmatites in the Jeonju-Mogpo Area, Korea | 1973.12 | 4   | 207-234 (28) | 김형식                                      | 전라도 전주-목포지역 변성암으로부터 유래한 미그마타이트와 화학성분 |     |
| 10권 | |         |     |              |                                             | |     |
| 韓國 永同層群의 古水流 分析 | Paleocurrent Analysis of the Yeongdong Group, Southern Korea | 1974.3  | 1   | 1-24 (24)    | 김항묵                                      | 옥천대 영동 분지 영동층군의 고수류와 퇴적 환경, 경상 분지 신라층군과의 대비 |     |
| 韓半島의 地體構造上의 位置 플래이트構造와 關聯하여                                                                                | The Tectonic Setting of Korea, with Relation to Plate Tectonics | 1974.3  | 1   | 25-36 (23)   | 이상민                                      | 한반도의 경기 육괴와 소백산 육괴(오늘날의 영남 육괴)는 중국의 산둥 및 복건 육괴에 대비되며 1960년대 말 공식화된 판 구조론을 적용하여 한반도는 남동아시아 대륙판과 태평양판의 중간에 놓여 있고 한반도 동해안을 따라 고대에 해구가 형성되었다고 추정하였다.                                     |     |
| 韓國產 新屬 Xenostaffella와 數種의 新種 紡錘蟲 化石                                                                               | Some New Forms of FUSULININAE, including a New Genus Xenostaffella, from Korea | 1974.6  | 2   | 59-88 (30)   | 정창희                                      | 석탄기의 평안 누층군 만항층과 금천층에서 산출된 방추충 화석 |     |
| 聞慶炭田의 層序와 地質構造 | Stratigraphy and Geologic Structure of the Mun-gyeong Coalfield, Gyeongsang-bug-do, Korea | 1974.9  | 3   | 129-148 (20) | 박정자                                      | 문경탄전의 새로운 층서 구분과 습곡, 단층, 부정합, 화석, 석탄층 |     |
| 春川附近에 分布하는 角閃岩의 成因에 관한 硏究                                                                                     | A Study on the Origin of Amphibolites in Chuncheon Area | 1974.9  | 3   | 149-168      | 이문원                                      | 춘천시 부근 각섬암의 광물과 화학, 성인에 대한 연구 |     |
| 洛東層群의 堆積岩石學的 硏究 (1)                                                                                                  | Sedimentary Petrology of Nagdong Group (1) | 1974.12 | 4   | 207-224      | 고인석                                      | 경상 누층군 낙동층군(낙동층, 하산동층, 진주층, 칠곡층) 사암의 구성성분, 조직, 퇴적환경 |     |
| 韓國 永同層群의 堆積 | Sedimentation of the Yeongdong Group, Southern Korea | 1974.12 | 4   | 225-241 (17) | 김상묵                                      | 영동 분지 영동층군의 퇴적암 조합, 층서 |     |
| 11권 | |         |     |              |                                             | |     |
| 韓半島 東南部의 白堊系 層序 | Cretaceous Stratigraphy of Southeast Korea | 1975.3  | 1   | 1-23 (23)    | 장기홍                                      | 경상 누층군이 신동층군, 하양층군, 유천층군으로 재설정되고 하양층군에서 함안층과 반야월층이 처음으로 정해졌다. |     |
| 忠北 丹陽 附近의 쥬라紀 沙坪里 礫岩에 관한 硏究                                                                                   | A Study on the Jurassic Sapyeongri Conglomerate in the Vicinity of Danyang, N. Chungcheongdo, Korea | 1975.3  | 1   | 24-37 (14)   | 박인수, 정창희                              | 단양군에 분포하는 대동 누층군 반송층군 사평리 역암층에 대한 암석학적 연구와 퇴적환경 |     |
| 斗務洞層으로부터 產出된 코노돈트化石群                                                                                            | Conodonts from the Dumugol Formation (Lower Ordovician), South Korea | 1975.6  | 2   | 75-98 (24)   | 이하영                                      | 삼척시와 영월군의 두무골층에서 산출된 20종 7속의 코노돈트 화석 |     |
| 韓國 浦項ㆍ甘浦一帶 新第三紀層의 化石珪藻群                                                                                       | Neogene Diatoms of Pohang and Gampo areas, Kyongsangbug-Do, Korea | 1975.6  | 2   | 99-113 (15)  | 이영길                                      | 포항 분지 눌대리 조면암질응회암층, 이동층, 대곡층 및 감포 지역 어일층의 제3기 지층에서 발견된 51속 130종의 규조류 화석 |     |
| 甲山層의 地質時代 | The Age of the Gabsan Formation | 1975.6  | 2   | 139-143 (5)  | A. J. Reedman                               | 단양군 북동부 갑산층의 지질시대는 홍점층, 석탄기에 대비된다. |     |
| 永春附近의 地質構造 | Geological Structure in the vicinity of Yeongchun | 1975.9  | 3   | 145-165 (21) | 손치무                                      | 이 부분의 본문은 단양군의 지질 입니다. |     |
| 南韓, 江原道地域의 上部캠브리아系에서 產出된 코노돈트 化石群                                                                      | Conodonts from the Upper Cambrian formations, Kangweon-Do, South Korea | 1975.9  | 3   | 172-185 (14) | 이하영                                      | 태백시 동점동의 화절층과 영월군 마차리의 마차리층에서 발견된 5속 8종의 코노돈트 화석 |     |
| 韓國 浦項地域 第三紀 浦項盆地의 地質과 古生物 第1部-地質                                                                          | Geology and Paleontology of the Tertiary Pohang Basin, Pohang District, Korea Part Ⅰ. Geology | 1975.12 | 4   | 187-214 (28) | 윤선                                        | 이 부분의 본문은 포항 분지 입니다. |     |
| 韓國 結晶質 岩層의 地下水 | Ground Water from Fractured Crystalline Rocks in Korea | 1975.12 | 4   | 215-232 (18) | 최승일                                      | 한국의 지하수 |     |
| 岩石力學的으로 考察한 서울花崗岩의 節理에 關한 硏究                                                                               | Rock Mechanical Analysis of the Granite Joints in Seoul Area | 1975.12 | 4   | 233-239      | 소칠섭, 최병렬                              | 서울특별시 서울 화강암의 절리의 방향과 생성 원인 |     |
| 慶北 迎日地域에 發達하는 褐炭層의 層序的 硏究                                                                                     | Stratigraphic Studies on the Lignite-bearing Strata Distributed in the Yeongil District, North Gyeongsang-Do, Korea                                                                                                | 1975.12 | 4   | 240-252 (13) | 김봉균, 정창희, 김수진                      | 포항시 장기분지의 지질(연일층군, 장기층군, 범곡리층군) |     |
| 12권 | |         |     |              |                                             | |     |
| 韓國 浦項地域 第三紀 浦項盆地의 地質과 古生物 第2部 古生物 (軟體動物) 第1編 雙殼類의 記載                                         | Geology and Paleontology of the Tertiary Pohang Basin, Pohang District, Korea : Part 2, Paleontology (Mollusca) No. 1, Systematic Description of Bivalvia                                                          | 1976.3  | 1   | 1-21 (21)    | 윤선                                        | 의창층군(현재의 연일층군)에서 산출된 31종의 쌍각류(雙殼類; 조개류) 화석 기재 |     |
| 慶尙層群産 化石에 關하여 : 特히 數種의 軟體動物化石을 中心으로                                                                    | On Fossils from the Gyeongsang Group : Especially on some of the molluscan fauna | 1976.3  | 1   | 23-30 (8)    | 양승영                                      | 경상 누층군 내 연체동물 화석(Trigonioides 및 Nagdongia 속)과 연구 역사 |     |
| 韓國 浦項地域 第三紀 浦項盆地의 地質과 古生物 第2部 古生物 (軟體動物), 第2編 掘足類 및 腹足類의 記載와 化石產地의 記載            | Geology and Paleontology of the Tertiary Pohang Basin, Pohang District, Korea : Part 2, Paleontology(Mollusca), No. 2, Systematic Description of Scaphopoda and Gastropoda, with descriptions of fossil localities | 1976.6  | 2   | 63-78 (16)   | 윤선                                        | 의창층군(현재의 연일층군)에서 산출된 1종의 굴족류(掘足類) 화석과 9종의 복족류(腹足類) 화석 기재 |     |
| LANDSAT-1 映像에 의한 嶺南地域 地質構造와 鑛床과의 關係 硏究                                                                      | A Study of the Relation between Geologic Structures and Ore Deposits in Ryeongnam Province using Landsat-1 Images                                                                                                  | 1976.6  | 2   | 79-89 (11)   | 김종환, 강필종, 김정웅                      | 영남 지방 선구조(Tecto-lineament)와 선구조가 수계, 해안, 광상에 미치는 영향 |     |
| 韓國地質學發展의 발자취 | A Historical Sketch of Geology of Korea | 1976.6  | 2   | 101-102 (2)  | 손치무                                      | 한국의 지질학 발전 역사. 지질학회지가 창간된 1964년과 연세대학교에 지질학과가 설치된 1965년을 한국 지질학계의 전환기라고 평하였다. |     |
| 沃川層群의 틸라이트와 그 層序學的 意義                                                                                            | Tillites of the Ogcheon group and their Stratigraphic Significance | 1976.9  | 3   | 107-112      | A.J. Reedman, C.J.N. Fletcher               | 옥천 누층군의 빙력암(氷礫岩)으로 중국, 북한지역과의 대비를 통해 옥천 누층군이 선캄브리아기 지층이라는 증거다. |     |
| 忠南炭田의 地質 및 古生物學的 硏究                                                                                                | Geological and Paleontological Studies of Chungnam Coalfield | 1976.9  | 3   | 124-143      | 김봉균                                      | 보령시 충남탄전의 암석과 대동 누층군 식물화석 |     |
| 南韓 江原道에 分布된 莫洞石炭岩과 旌善石炭岩(오오도비스紀)으로부터 產出된 코노돈트 化石群                                         | Conodonts from the Maggol- and the Jeongseon Formation(Ordovician), Kangweon-Do, South Korea | 1976.12 | 4   | 151-181 (31) | 이하영                                      | 조선 누층군 막골층과 정선 석회암층에서 산출된 코노돈트 화석 |     |
| 창동터널의 지질 | The Geology of the Changdong Tunnel, Chungcheongnamdo | 1976.12 | 4   | 183-188 (6)  | L.P. Thomas, 박석환                         | 충청남도 보령시에 위치한 연장 3,340 m의 급수용 터널 창동터널의 내부 지질로 쥐라기 퇴적암류와 선캄브리아기 편마암이 충상단층으로 접하고 습곡이 발달한다. 터널 내부의 석탄층들은 모두 단층파쇄되었고 대개 화강암류에 의해 관입당했다.                                                           |     |
| 沃川-槐山一帶의 泥質變成岩類중의 黑雲母에 關한 硏究                                                                               | Biotites from Metapelites of the Ogcheon-Goesan District, Korea | 1976.12 | 4   | 189-206 (18) | 김형식                                      | 옥천군-괴산군 일대 옥천 누층군 니질변성퇴적암의 흑운모에 대한 화학, 변성도 연구 |     |
| 金海附近 酸性火成岩類에 關한 岩石學的 硏究                                                                                        | A Petrologic study on the Acidic Igenous Rocks, Kimhae Area | 1976.12 | 4   | 227-241 (15) | 이창진, 박희연                              | 김해시 지역에 발달하는 산성 화성암류(유문암, 각섬석반려암, 불국사 화강암류, 마산암류)와 그 화학성분 |     |
| 13권 | |         |     |              |                                             | |     |
| 北坪層내의 化石珪藻群에 對하여 | On the Fossil Diatoms in the Bukpyeong Formation, Bukpyeong area, Gangweon-do, Korea | 1977.3  | 1   | 23-40        | 이영길                                      | 삼척시 북평 분지 북평층의 규조류 화석 |     |
| Landsat-1 映像에 依한 太白山地域 地質構造와 岩石分布 狀態에 관한 硏究 (I)                                                         | A Study on Geologic Structure and Rocks in Mt. Taebaek Area using Landsat-1 Image (I) | 1977.6  | 2   | 53-70        | 강필종, 김의홍, 임정웅                      | Landsat-1 영상에 의한 선형구조(lineament) 판독과 보고된 단층, 암석 분포, 수계와의 관계. 충상단층은 거의 추적되지 않는다. |     |
| 韓國 慶尙盆地 산내 및 일광광산의 鑛化作用 時期                                                                                    | Age of Mineralization at Sannae and Ilkwang Mines, Gyeongsang Basin, Republic of Korea | 1977.6  | 2   | 71-75        | C.J.N. Fletcher, C. C. Rundle               | 일광 동-중석광상 내 각력파이프에서 채취한 견운모의 칼륨-아르곤 연대 측정 결과는 69±2.6 Ma이다. 일광 광산의 광화작용 시기는 백악기 후기~제3기 전기에 일어난 것으로 추정된다. |     |
| 慶尙盆地 上部中生界의 層序堆積 및 地構造                                                                                          | Late Mesozoic Stratigraphy, Sedimentation and Tectonics of Southeastern Korea | 1977.6  | 2   | 76-90 (15)   | 장기홍                                      | 경상 분지 경상 누층군의 전반적인 층서와 지질시대, 하양층군의 층서, 지층대비 |     |
| 韓半島, Gondwanaland 및 Pangaea에 관한 소고                                                                                       | Discussion on the Korean Peninsula, Gondwanaland and Pangaea | 1977.6  | 2   | 91-96 (6)    | 박병권                                      | 중생대 이전 한반도는 북중국 강괴의 일부였고 곤드와나의 일부분으로 판게아의 연변부에 위치했던 것으로 추정 |     |
| Conodont 化石群에 의한 文谷層(三台山層)의 時代와 層序對比                                                                         | Age and Biostratigraphy of the Mungog(Samtaesan) Formation by means of the Conodont fauna | 1977.6  | 2   | 97-107 (11)  | 원문주, 이하영                              | 이 부분의 본문은 문곡층 입니다. |     |
| 浦項지역 第三紀層 底棲性有孔?의 species diversity                                                                                 | Species Diversity of Benthonic Foraminifera in the Tertiary Strata of Pohang Basin, Korea | 1977.9  | 3   | 111-120 (10) | 김봉균, 최덕근                              | 포항 분지 저서성(底棲性) 유공충 화석의 종다양성과 환경적 의미 |     |
| 南韓 江原道에 分布된 織雲山세일과 斗圍峰石灰岩으로부터 產出된 코노돈트 化石群                                                     | Conodonten aus den Jigunsan-und den Duwibong-Schichten (Mittelordovizium) von Kangweon-Do, Südkorea | 1977.9  | 3   | 121-150 (30) | 이하영                                      | (독일어 논문) 삼척군 장성동과 영월군 상동광산의 조선 누층군 직운산층과 두위봉층에서 산출된 68개체의 코노돈트 화석 |     |
| 寧越炭田 海成堆積岩(石炭紀)의 堆積環境 및 紡錘蟲에 관한 연구                                                                      | Fusulinids and Depositional Conditions of the Marine Sediment (Carboniferous) of the Yong-weol Coalfield, Korea | 1977.9  | 3   | 151-178 (28) | 정창희, 박용안                              | 영월탄전 지역 평안 누층군 요봉층, 판교층, 밤치층의 해석 석회암층에서 산출되는 방추충 연구 |     |
| 蔚山鐵山附近의 地質構造와 鑛化作用에 關한 地質學 및 地球物理學的 硏究                                                             | Geolgical and Geophysical Studies on the Geologic Structures and Mineralization in the Ulsan Iron Mine Area | 1977.9  | 3   | 179-189 (11) | 최광선, 박희인, 정봉일                      | 울산광역시 울산철광상의 지질과 광물, 지질구조 |     |
| 韓國 先캠부리아紀의 鐵鑛床의 成因에 關한 鑛物岩石學的 研究                                                                        | Mineralogy and Petrology of the Precambrian Iron Deposits, Korea | 1977.9  | 3   | 191-212 (22) | 김형식                                      | 한반도 양양, 충주, 포천, 서산 지역의 선캄브리아기 철광상의 성인 |     |
| 沃川群 時代未詳 暗灰色低度變成泥質岩에서의 痕迹化石 콘드라이트의 産出과 意義                                                      | Occurrence and significance of trace fossil Chondrite from age-debated dark gray low-grade metamorphic argillaceous rock of Ogcheon Supergroup, southern Korea                                                     | 1977.12 | 4   | 263-266      | 장기홍, 박봉순                              | 괴산군 청천면의 옥천 누층군 백봉리층군 운교리층(PZCEoun)에서 암회색 저도변성니질암에서의 흔적 화석 콘드리테스(Chondrites)의 화석을 발견하였다. 콘드리테스의 범세계적인 산출 시기 범위는 (캄브리아기~)오르도비스기의 해성층이므로 운교리층의 지질시대는 고생대 전기일 가능성만 유효하다.       |     |
| 14권 | |         |     |              |                                             | |     |
| 慶尙盆地의 構造解釋과 Igneous Pluton에 관한 硏究                                                                                  | Study on the Tectonic Interpretation and Igneous Pluton in the Gyeongsang Basin | 1978.9  | 3   | 79-92 (14)   | 원종관, 강필종, 이상훈                      | Landsat-1 영상에 의한 선형구조(lineament)와 단층, 화성암의 화학성분. 양산 단층을 비롯한 북북동 주향의 단층을 따라 대규모 화강암체의 관입이 있었다. |     |
| 沃川系 含우라늄 變成地層의 鑛物學的 地球化學的 硏究                                                                               | Mineralogy and Geochemistry of Uranium-bearing black Slates in the Ogcheon Group, Korea | 1978.9  | 3   | 93-102 (10)  | 소칠섭, 강정극                              | 옥천 누층군 내 탄질셰일층에 부존된 우라늄, 조성광물과 화학 |     |
| 洪濟寺花崗岩의 岩石學的 硏究 | Petrological Study of Hongjesa Granite | 1978.9  | 3   | 103-112      | 나기창, 이동진                              | 홍제사 화강암의 주 변성작용은 원생대(1880±32.4 Ma), 최후 변성작용은 쥐라기 초기에 발생하였다. |     |
| 沃川系 含우라늄 地層 周邊에 貫入·分布하는 花崗岩類의 地球化學                                                                     | Geochemical Study of Granite Intrusions in the Area of Uranium Bearing Formation of the Ogcheon System | 1978.9  | 3   | 113-119 (7)  | 이민성                                      | 괴산군 옥천 누층군 함우라늄 지층 주변에 분포하는 청주 화강암(대보 화강암류), 속리산 화강암(불국사 화강암류)의 화학, 우라늄 분포상태 |     |
| 慶尙盆地의 層序, 堆積 및 地構造 (II) (堆積環境과 構造解析-에너지資源 부존검토를 겸하여)                                           | Late Mesozoic Stratigraphy, Sedimentation and Tectonics of Southeastern Korea(II) - with discussion on petroleum possibility                                                                                       | 1978.9  | 3   | 120-135 (16) | 장기홍                                      | 경상 분지의 퇴적 중 서북서 방향의 단층이 활동, 화산성 구조함몰, 경상 누층군 내 무연탄과 석유 산출은 없음, 석유 저류층이 될 만한 사암 지층도 없음 |     |
| 蓮花鑛山 地域에 있어서의 朝鮮系累層의 構成岩石, 化學成分 및 堆積環境                                                              | Petrography, Chemical Composition, and Depositional Environments of the Cambro-Ordovician Sedimentary Sequence in the Yeonhwa I Mine Area, Southeastern Taebaegsan Region, Korea                                   | 1978.12 | 4   | 145-174 (30) | 윤석규                                      | 제1연화광산의 조선 누층군 묘봉층과 풍촌 석회암층의 암상과 화학 |     |
| 韓國 蔚山地域 마이오世 華峯里層產 Dasybatus nipponensis Hatai and Kotaka                                                          | Dasybatus nipponensis Hatai and Kotaka from the Miocene Hwabongri Formation, Ulsan District, Korea | 1978.12 | 4   | 186-194 (9)  | 윤선, Tamio Kotaka, 권명미                  | 울산광역시 신생대 마이오세 화봉리층에서 발견된 화석 Dasybatus nipponensis Hatai and Kotaka |     |
| 15권 | |         |     |              |                                             | |     |
| 山蔚盆地의 第三紀層 2. 軟體動物化石                                                                                               | The Tertiary Deposits of the Ulsan Basin No. 2. Molluscan Fossils | 1979.3  | 1   | 1-35 (35)    | 윤선                                        | 울산광역시 울산 분지 제3기 마이오세 신현층과 화봉리층의 화석과 대비 |     |
| 한국의 중부 오오도비스계에서 산출된 코노돈트 화석군의 생층서 대비와 생물구 특성에 관한 연구 - 영흥층의 코노돈트 화석군을 중심으로 | A Study on Biostratigraphy and Bioprovince of the Middle Ordovician Conodonts from South Korea : With Special reference to the Conodonts from the Yeongheung Formation                                             | 1979.3  | 1   | 37-60 (24)   | 이하영                                      | 조선 누층군 영흥층에서 산출된 코노돈트 화석 |     |
| 蓮花-蔚珍 鉛·亞鉛 鑛山地帶 火成岩類의 K-Ar 年代에 對하여                                                                          | K-Ar Geochronology of Igneous Rocks in the Yeonhwa-Ulchin Zinc-Lead District and Southern Margin of the Taebaegsan Basin, Korea                                                                                    | 1979.3  | 1   | 89-99 (11)   | 윤석규, M. L. Silberman                     | 연화광산~울진군 지역 알칼리계 화성암류의 칼륨-아르곤 연대 측정값 |     |
| 忠北 丹陽 附近의 쥬라紀 沙坪里層의 石灰岩礫에서 產出되는 紡錘蟲에 관한 硏究                                                       | Fusulinids from the Limestone Gravels of the Jurassic Sapyeongri Formation, Danyang Coalfield, Korea | 1979.6  | 2   | 168-182 (15) | 정창희, 박인수                              | 사평리층의 역암을 구성하는 석회암력에서 발견된 방추충 화석 |     |
| 갑산층에서 발견된 식물화석 Linopteris neuropteroides와 Linopteris sp. cf. L. neuropteroides                                       | Some Plant Fossils, Linopteris neuropteroides and Linopteris sp. cf. L. neuropteroides, from the Gabsan Formation, Korea                                                                                           | 1979.9  | 3   | 192-200      | 전희영                                      | 갑산층 하부 층준에서 발견되어 Neuropteris sp.로 발표되었던 식물화석이 Linopteris neuropteroides로 밝혀졌다. 지질시대는 홍점층에 대비된다. |     |
| 光州斷層 一帶의 地質과 地年代 | Geology and Geochronology of Gwangju Fault Area | 1979.9  | 3   | 201-208 (8)  | 백광호, 윤건신, 김의홍, Michael H. Freeland | 광주광역시 서쪽 약 20 km를 지나는 광주 단층의 생성 연대와 해당 지역의 층서, 암석 |     |
| 한반도의 지각구조에 관한 연구 | On Crustal Structure of the Korean Peninsula | 1979.12 | 4   | 253-258 (6)  | 이기화                                      | 한반도의 지체구조 분석을 위해 지리산 쌍계사 지진의 주시 자료를 분석하고, 지각의 두께는 약 35 km, P파 및 S파의 속도는 각각 초속 5.8 km 및 3.5 km이다. |     |
| 釜山 荒嶺山 一帶의 球狀 斑糲岩質岩에 對한 硏究                                                                                    | Orbicular Gabbroic Rocks from the Hwangryeong Mountain District, Pusan, Korea | 1979.12 | 4   | 295-313 (19) | 김형식, 김진섭, 김항묵                      | 부산광역시 황령산 기슭에서 나타난 구상 반려암의 노두에 대한 연구로, 이 반려암은 1980년 10월 대한민국의 천연기념물 제267호로 지정되어 오늘날 부산국가지질공원의 지질유산 부산 전포동 구상반려암으로 남아 있다.                                                                                 |     |

### 1980년대
| 논문 제목 (한국어) 및 url 링크 | 논문 제목 (영어) | 날짜    | 호   | 쪽 (쪽수)    | 저자                                           | 내용 |      |
| 16권 | 16권 | 16권    | 16권 | 16권         | 16권                                           | 16권 | 16권 |
| --- | --- | ------- | ---- | ------------ | ---------------------------------------------- | --- | ---- |
| 南韓의 쥬라기 花崗岩質岩과 白堊紀 花崗岩質岩의 地質學的 및 同位元素 比較                                                                    | Geological and Isotopic Contrasts of the Jurassic and the Cretaceous Granites in South Korea | 1980.12 | 4    | 205-215 (11) | 진명식                                         | 쥐라기 대보 화강암류와 백악기 불국사 화강암류의 화학, 동위원소비, 광화작용 |      |
| 17권 | |         |      |              |                                                | |      |
| 江原道에 分布하는 農村 및 花折層에 關한 堆積學的 硏究                                                                                       | Sedimentological Study on the Pungchon and the Hwajeol Formations, Gangweon-do, Korea | 1981.12 | 4    | 225-240 (16) | 김정률, 박용안                                 | 삼척탄전 지역 풍촌 석회암층과 화절층의 퇴적환경 |      |
| 韓國의 古地震에 관한 硏究 | A Study on the Historical Earthquakes in Korea | 1981.12 | 4    | 257-268 (12) | 정봉일                                         | 서기 0년부터 1900년까지 한반도에서 총 1766회의 지진이 발생 |      |
| 德山溫泉地域의 地熱狀態에 관한 地質學的 및 地球物理學的 調査硏究                                                                            | Geological and Geophysical Studies on the Geothermal State in the Duksan Hot Spring Area | 1981.12 | 4    | 269-280 (12) | 정봉일, 이기화                                 | 덕산온천의 지온, 방사선량, 선구조 |      |
| 浦項地域의 斷裂現象에 對한 地質工學的 考察                                                                                                  | Studies in the Viewpoint of Engineering Geology on Active Faults in Pohang Area | 1981.12 | 4    | 281-293 (13) | 김영기                                         | 포항시 괴동동, 동촌동, 장흥동 지역의 절리와 단층 |      |
| 18권 | |         |      |              |                                                | |      |
| 上部慶尙層群에서 發見된 白堊紀 恐龍의 足痕化石에 關하여                                                                                     | On the Dinosaur's Footprints from the Upper Cretaceous Gyeongsang Group, Korea | 1982.3  | 1    | 37-48 (12)   | 양승영                                         | 경상남도 고성군 하이면 덕명리 해안가 경상 누층군 진동층에서 발견된 공룡 발자국 화석 |      |
| 韓國 第三紀 浦項盆地에서의 Vicarya의 發見                                                                                                   | Discovery of Vicarya from the Tertiary Pohang Basin, Korea | 1982.3  | 1    | 49-52 (4)    | 윤선, 이상훈                                   | 포항 분지의 천곡사층에서 발견된 Vicarya 화석 |      |
| Trigonioidcs(s.s) kodairai의 模式地 一帶의 地質과 洛東亞層群의 地質時代                                                                     | Geology around the Type-Locality of Trigonioides(s.s.) kodairai and Age of the Nagdong Subgroup | 1982.6  | 2    | 67-72 (6)    | 양승영                                         | 하동군 금남면의 경상 누층군 하산동층에서 발견된 이매패류 화석 |      |
| 構造線 豫想地域에 있어서의 物理探査 適用例                                                                                                  | An Example of a Geophysical Survey in an Inferred Fault Area | 1982.6  | 2    | 73-82 (10)   | 김영화                                         | 거제시 장승포동 옥명리 일대에서 지하수 조사를 위한 지구물리탐사 |      |
| 南韓에 分布하는 花崗岩類의 岩石化學的 硏究                                                                                                  | The Petrochemical Study of the Granitoids in South Korea | 1982.9  | 3    | 132-148 (17) | 박미령, 김규한                                 | 대한민국의 쥐라기 대보 화강암류와 백악기 불국사 화강암류에 대한 산출 상태와 분포, 암석화학, 광상 |      |
| 技川面 一帶에 分布하는 晋州層의 分離面에 對한 力學的 考察                                                                                   | Kinematic Consideration on the Discontinuous Plane of Jinju Formation in Jicheon-Myeon | 1982.9  | 3    | 156-166 (11) | 김영기, 석종기, 정교철                         | 칠곡군 지천면 경상 누층군 진주층에 발달한 불연속면(절리)에 대한 역학적 연구 |      |
| 韓國 魚日盆地의 第三紀 層序 | Tertiary Stratigraphy of the Eoil Basin, Korea | 1982.12 | 4    | 173-180 (8)  | 윤선                                           | 어일 분지의 제3기 지층 층서 |      |
| 義城郡 塔里 부근의 恐龍肢骨化石 | Occurrence of a Dinosaur Limb Bone near Tabni, Southern Korea | 1982.12 | 4    | 195-202 (8)  | 장기홍, 서승조, 박순옥                         | 의성군 금성면 탑리와 청로동 사이 경상 누층군 후평동층 구계동층원 하부에서 발견된 공룡 뼈 화석 |      |
| 19권 | |         |      |              |                                                | |      |
| 楸哥嶺裂谷의 地構造的 解析 | Geotectonic Interpretation of Choogaryong Rift Valley, Korea | 1983.3  | 1    | 19-38 (20)   | 이대성, 유기주, 백광호                         | 추가령 구조곡 현무암의 지질시대(플라이스토세에 분출)와 고지자기 |      |
| 韓國의 댐 基礎基盤과 그 處理 | Basements of Dams and Dam Building in Korea | 1983.6  | 2    | 85-100 (16)  | 양재만                                         | 대한민국의 댐의 기초지반과 기반암 불량의 문제 |      |
| 韓國地質學界의 先驅者 雲巖 朴東吉 博士(1897年 8月~1983年 2月)                                                                               | - | 1983.6  | 2    | 112-113 (2)  | 이정환 (학회장)                                | 대한민국의 지질학자 박동길에 대한 평가와 이력 |      |
| 韓國에서 發見된 自堊紀 恐龍化石과 그 層序                                                                                                   | Cretaceous Dinosaurs from Korea | 1983.9  | 3    | 115-126 (12) | 김항묵                                         | 한국의 공룡화석 산지(의성군 탑리, 합천군 지릿재, 고성군 하이면 해안)의 층서와 공룡화석의 기재 |      |
| 梁山斷層의 微震活動에 관한 研究 | A Study of Microearthquake Activity of the Yangsan Fault | 1983.9  | 3    | 127-135 (9)  | 이기화, 나성호                                 | 양산 단층에서 발생한 미소 지진 |      |
| 韓半島에서의 第四系 火山活動에 관한 研究 - 楸哥嶺裂谷內에서                                                                                 | A Study on the Quarternary Volcanism in the Korean Peninsula - in the Choogaryong Rift Valley | 1983.9  | 3    | 159-168 (10) | 원종관                                         | 추가령 구조곡 지역 현무암의 구성 광물, 화학 |      |
| 丹陽·永春地域에 分布된 興月里層에 관한 堆積岩石學的 硏究                                                                                    | Sedimentary Petrological Study on the Heungwolri Formation | 1983.9  | 3    | 190-202 (13) | 이원국                                         | 조선 누층군 흥월리층의 암상, 퇴적구조, 층서적 위치, 화학성분 돌로마이트의 산출상태 |      |
| 寧越炭田 밤치層의 石灰岩에서 產出되는 페름紀 紡錘蟲                                                                                         | Permian Fusulinids from the Limestones of the Bamchi Formation, Yeongweol Coalfield, Korea | 1983.12 | 4    | 203-226      | 정창희, 김봉균, 이창진                         | 영월탄전의 평안 누층군 밤치층 석회암 지층에서 산출된 방추충 화석 |      |
| 韓國 浦項盆地에서 發見된 마이오세 Archaeomondas 化石                                                                                        | Miocene Archaeomonads from Pohang Area, Korea | 1983.12 | 4    | 247-251 (5)  | Hsin Yi Ling, 김봉균                           | 포항 분지 송학동층과 이동층에서 발견된 마이오세 Archaeomonads 화석 |      |
| 신제3기 포항분지 동부 연변(칠포부근)의 층서                                                                                                 | Stratigraphy of East Margin of the Pohang Tertiary Basin near Chilpo | 1983.12 | 4    | 252-257 (6)  | 윤혜수, 김봉균                                 | 흥해읍 칠포리~오도리 일대의 '두호층'은 백악기 지층과 천북 역암층, 학림층으로 재분류되어 포항 분지의 동부 경계가 발견되었다고 주장                                                                                           |      |
| 20권 | |         |      |              |                                                | |      |
| 火旺山 및 靈鷲山일대 花崗岩類의 岩石學的 硏究                                                                                               | Petrology of Granitoid in Mt. Hwawang and Mt. Youngchu Area | 1984.3  | 1    | 1-14 (14)    | 김중욱, 이윤종                                 | 화왕산과 영추산 일대 화강암류의 구성성분과 화학 |      |
| 韓國卯谷層產 軟體動物化石群에 關한 古生物學的 研究(二部)                                                                                    | Paleontological Study on the Molluscan Fauna from Myogog Formation, Korea. (pt. 2) | 1984.3  | 1    | 15-27 (13)   | 양승영                                         | 묘곡층에서 발견된 이매패, 소라류 화석 |      |
| 慶尙束 楡川層群 基底의 不整合 | Unconformity at the Base of the Late Cretaceous Yucheon Group | 1984.3  | 1    | 41-50 (10)   | 장기홍 외                                      | 경상 누층군 하양층군과 유천층군의 광역적 부정합 관계, 유천층군 고성층의 층서 |      |
| 쥬라기 서울 및 안양화강암의 암석지화학적 연구                                                                                               | Petrology and Geochemistry of Jurassic Seoul and Anyang Granites, Korea | 1984.3  | 1    | 51-71 (21)   | 홍국영                                         | 쥐라기 서울 화강암 및 안양 화강암의 암석 구성성분, 화학, 광물, 미량 및 희유원소 |      |
| 南韓의 同位元素 水文學에 關한 研究 | Studies on Isotope Hydrology in South Korea | 1984.3  | 1    | 72-84 (13)   | 한정상, 안종성, 이창근                         | 방사성 동위원소을 이용한 지하수와 지표수의 상관관계 분석 (한강 하류, 서울특별시와 교외, 한강 상류 석회암지대, 제주도 지역)                                                                                                  |      |
| 소위 栗里層群 및 遠南層群의 變成岩石學的 研究                                                                                               | Metamorphic Studies on the so-called Yulri and Weonnam Groups in the Mt. Taebaeg Area | 1984.9  | 3    | 195-214 (20) | 이상만, 김형식                                 | 봉화군 북부 선캄브리아기 변성퇴적암 율리층군과 원남층군의 일반지질, 화학조성, 광물, 변성작용 |      |
| 韓國 梨洞 및 浦項層(마이오世)產 타스마니티드                                                                                                | Tasmanitids from Idong and Pohang (Miocene) Formations of Korea | 1984.9  | 3    | 215-221 (7)  | 최덕근, 봉필윤, 김봉균                         | 포항 분지의 이동층과 포항층에서 산출된 2종의 Tasmanitids 화석 기재 |      |
| 梁山斷層地域의 地球物理學的 研究 | A Geophysical Study of the Yangsan Fault Area | 1984.9  | 3    | 222-240 (19) | 이기화, 정봉일, 김영화, 양승진                 | 경상 분지 내 가장 높은 지진활동은 양산 단층과 연관되어 발생했으며 1982년 8~12월 사이 100여 차례의 미소 지진들이 양산 단층, 동래 단층에서 발생했다.                                                                          |      |
| 엔트로피 극대법에 의한 한반도 고지진 시계열의 스펙트럼 분석                                                                                 | Maximum Entropy Spectral Analysis for Ancient Earthquake Records in Korean Peninsula | 1984.9  | 3    | 241-251 (11) | 홍순복                                         | 서기 1029년에서 1879년까지 발생한 한국의 지진 기록을 분석하고 1년 주기의 절정기(peak)가 나타났으나 그 원인은 알지 못하였다.                                                                                                 |      |
| 韓國 第三紀 浦項盆地의 古環境 - 1. 古海岸線                                                                                                 | Paleoenvironments of the Tertiary Pohang Basin, Korea : No. 1. The paleocoastal line | 1984.9  | 3    | 252-255 (4)  | 윤선                                           | 포항 분지 천곡사층에서 산출되는 화석 대비로 마이오세 포항 분지의 고(古)해안선을 설정하였다. |      |
| 南韓에 分布되어 있는 쥬라紀 및 白堊紀 花崗岩類에 含有되어 있는 인회석의 휫션트랙 年代測定에 對하여                                          | Fission Track Dating of Apatite from the Jurassic and Cretaceous Granites in South Korea | 1984.12 | 4    | 257-265 (9)  | 진명식, A.J.W. Gleadow, J.F. Lovering          | 대보 화강암과 불국사 화강암에서 인회석을 채취하여 피션트랙(Fission Track) 절대연령 측정을 실시. 연대와 시료 채취지점의 고도와의 관계는 한반도가 제3기 중 100만 년에 약 20 m 상승했음을 지시                                 |      |
| 부암스카른광상의 광물지화학 및 유체포유물 연구                                                                                              | Mineral Geochemistry and Fluid Inclusion Study On the Buam Skarn Deposit | 1984.12 | 4    | 266-281 (16) | 문건주                                         | 청주시 부근 부암 회중석 스카른광상의 지질, 광체(Orebody), 구성 광물과 화학조성, 유체포유물 |      |
| 한국 山內 重石광산의 硫黃同位元素, 流體包有物 및 稀有元素 연구와 그의 探査에의 활용                                                         | S Isotope, Fluid Inclusion and Trace Element Studies of the Sannae Tungsten Deposit and its Application to the Ore Prospecting                                                                             | 1984.12 | 4    | 282-295 (14) | 소칠섭                                         | 밀양시 산내면 중석광상의 지질, 광물, 광화시기, 유체포유물 |      |
| 울릉島의 火山活動과 岩石學的 特性 | The Volcanism and Petrology of alkali Volcanic rocks, Ulrung Island | 1984.12 | 4    | 296-305 (10) | 원종관, 이문원                                 | 울릉도의 화산활동과 화산암의 화학과 기원 |      |
| 濟州火山岩類에 含有된 mafic 捕獲岩 | Petrology of mafic inclusion in Jeju volcanic rocks | 1984.12 | 4    | 306-313 (8)  | 이문원                                         | 제주도 화산암에 포획된 고철질암의 화학조성과 성인 |      |
| 釜山 花崗岩地域의 地盤應力에 關한 硏究 | A study on the earth stress of the granite area in Pusan, Korea | 1984.12 | 4    | 314-325 (12) | 최재우, 김정진, 김영기                         | 부산광역시 금정산 남측 화강암체의 절리와 지반 응력 |      |
| 寧越炭田 요봉層 下部에서 산출된 바쉬키리안 紡錘蟲                                                                                           | Bashkirian Fusulinids from the Lower Part of the Yobong Formation, Yeongweol Coalfield, Korea | 1984.12 | 4    | 345-359 (15) | 이창진                                         | 영월탄전 지역 요봉층에서 산출된 방추충 화석 |      |
| 21권 | |         |      |              |                                                | |      |
| 三寶鑛山產 主鑛石鑛物의 物性研究 | Physical properties of Major Ore Minerals from the Sambo Lead-Zinc-Barite Mine | 1985.3  | 1    | 1-25 (25)    | 박맹언, 성우현, 최상훈                         | 경기도 남양군 봉담읍에 소재한 삼보 연-아연-중석광상 |      |
| 白堊紀 慶尙盆地의 堆積과 그의 層序分類와의 聯關性                                                                                           | Sedimentology and Its Implications for Stratigraphic Classifications of the Cretaceous Gyeongsang Basin | 1985.3  | 1    | 26-37 (12)   | 최현일                                         | 경상 누층군의 층서와 퇴적 구조 |      |
| 梁山斷層의 活性問題에 關하여 | On the Seismic Activity of the Yangsan Fault | 1985.3  | 1    | 38-44 (7)    | 이기화                                         | 양산 단층의 활동성과 관련하여, 김성균과 조동행(1984)의 주장을 반박하였다. |      |
| 남한 강원도 평창 삼방산 지역에 분포하는 삼방산층에서 산출된 삼엽충화석군                                                                    | Trilobites from the Sambangsan Formation in the eastern side of the Pyeongchang Area, Kangweon-Do, South Korea                                                                                             | 1985.3  | 1    | 45-49 (5)    | 김인석, 정창희, 이하영                         | 조선 누층군 삼방산층에서 산출된 캄브리아기의 삼엽충 화석의 보고 |      |
| 釜山 影島一帶의 球狀호온펠스에 對한 硏究 | Orbicular Hornfelses from the Yeongdo District, Pusan, Korea | 1985.3  | 1    | 50-62 (13)   | 김형식, 김영균, 정호종, 김항묵                 | 부산광역시 영도 지역의 응회암질 지층에서 발견된 구상(球狀) 혼펠스 |      |
| 南韓에 분포되어 있는 白堊紀 花崗岩類의 化學組成과 造構造環境에 對하여                                                                       | A Relationship between Tectonic Setting and Chemical Composition of the Cretaceous Granitic Rocks in Southern Korea                                                                                        | 1985.6  | 2    | 67-73 (7)    | 진명식                                         | 한반도 남부 경상 분지에 분포하는 백악기~제3기 화강암에서 134개의 시료를 채취하여 화학분석을 실시, 마그마가 진화하는 동안 지각의 두께는 30 km 내외                                                                           |      |
| 한국 주변 지역의 地熱流量과 換算地熱流量에 관하여                                                                                           | On the Regional Heat Flow around Korea and Reduced Heat Flow | 1985.6  | 2    | 74-78 (5)    | 한욱, David S. Chapman                         | 한국의 지열류량의 상승현상은 지표에 분포하는 방사능과 관련 있음 |      |
| 梁山斷層地域의 地球物理學的 硏究 (II) | A Geophysical Study of the Yangsan Fault Area (II) | 1985.6  | 2    | 79-89 (11)   | 이기화, 정봉일, 김영화                         | 울산광역시 울주군 두서면에서 중력, 지전기, 방사능 탐사를 실시하였고 양산 단층의 존를 확인하였다. |      |
| 韓國 東南部에 分布하는 白堊紀 彥陽 및 楡川花崗岩의 地化學的 硏究                                                                            | Geochemistry of the Cretaceous Eonyang and Yoocheon granites in the Southeastern Korea | 1985.6  | 2    | 90-108 (19)  | 홍영국                                         | 경상 분지에 분포하는 백악기 언양 화강암 및 유천 화강암의 지화학, 원소 함량 |      |
| 洪城一帶의 重力探査 | A Gravity Survey of the Hongsung Area | 1985.9  | 3    | 127-132 (6)  | 이기화, 장태우                                 | 홍성군 홍성읍 일대에서 중력 탐사를 실시한 결과 홍성읍을 통과하는 동북동 주향의 단층이 발견되었다. 중력 이상은 단층과 같은 방향으로 향하며 단층 지역의 쇄설성 퇴적물은 40 m 깊이까지 연장된다.                               |      |
| 全南 靈光 附近 花崗石 mylonite 微構造의 順次的 發達                                                                                         | Sequential Development of the Microstructures of Granite Mylonite in the Vicinity of Yŏngguang-ŭp, Chŏllanam-do                                                                                            | 1985.9  | 3    | 133-146 (14) | 장태우                                         | 영광군 영광읍 부근 쥐라기 화강암체 내 발달한 연성 전단대에서 발견된 압쇄암(Mylonite) |      |
| 조선누층군 상부 캠브리아계 화절층 Rhythmite의 성인                                                                                          | Genesis of the Rhythmite of Upper Cambrian Hwajeol Formation, Joseon Supergroup, Korea | 1985.9  | 3    | 184-195 (12) | 박병권                                         | 조선 누층군 화절층 상부에 발달하는 리듬암(rhythmite)의 특성과 성인(成因) |      |
| 강원도 長省의 朝鮮系 막골層에서 산출되는 蒸發殘留岩 광물의 캐스트                                                                           | Evaporite Mineral Casts in the Maggol Formation(Ordovician), Jangseong, Kangweondo | 1986.1  | 4    | 219-226 (8)  | 백인성                                         | 태백시 장성동 조선 누층군 막골층 상부에서 발견된 증발잔류암의 캐스트 |      |
| 韓半島의 地震危險度에 關한 硏究 (I) | Studies on the Seismic Risk of the Korean Peninsula (I) | 1986.1  | 4    | 227-240 (14) | 이기화, 이민성, 권병두, 양우선                 | 서기 2년부터 1982년까지 한반도와 그 인근 지역에서 발생한 지진 중 MM 진도 V 이상의 923개 지진을 분석하여 한국의 지진위험도를 평가하였다.                                                                                     |      |
| 중부 캠브리아계 조선 누층군 세송스레이트층의 퇴적환경 : 고기 해저 선상지 퇴적층                                                             | Depositional environments of the Middle Cambrian Sesong Slate Formation, Joseon Supergroup, Korea: and ancient submarine fan deposits                                                                      | 1986.1  | 4    | 241-259 (19) | 박병권, 오재경, 윤호일                         | 조선 누층군 세송층의 암상과 퇴적환경 |      |
| 한반도 남부의 제4기 화산암류와 이들의 tectonic한 환경                                                                                       | Study on the Quaternary Volcanics and their Tectonic Environment of Southern Korea | 1986.1  | 4    | 260-280 (21) | 이민성, 전용원                                 | 한반도 추가령 구조곡, 울릉도, 제주도 지역 제4기 화산암의 화학조성 및 마그마 발생 심도 |      |
| 韓國 東南海岸과 그 海域에서의 白堊紀-新第三紀 層序變移와 慶尙堆積 以後의 造構造的 發展                                                      | Cretaceous/Neogene Stratigraphic Transition and Post-Gyeongsang Tectonic Evolution Along and off the Southeast Coast,, Korea                                                                               | 1986.1  | 4    | 281-296 (16) | 최현일, 박관순                                 | 한반도 남동부 해안과 연근해역에서의 제3기 층서, 지질구조 |      |
| 22권 | |         |      |              |                                                | |      |
| 한반도 지각의 진화에 관한 연구 : 태백산 동부지역을 중심으로 - I 편: 삼척탄전 동부의 층서, 고생물 및 지질구조                                | Crustal Evolution of the Korean Peninsula -in the eastern part of Mt. Taebaeg Area : Part I: Stratigraphy, Paleontology and the Geologic Structure in the Eastern Part of the Samcheog Coalfield           | 1986.3  | 1    | 21-39 (19)   | 김봉균, 정창희, 백광호, 김정환, 김정률         | 조선 누층군 두위봉층에서 발견된 두족류 화석과 도계 지역의 지질구조 |      |
| 중부 캠브리아계 풍촌석회암층의 탄소 및 산소 동위원소 성분                                                                                   | Carbon and Oxygen Isotopic Composition of the Middle Cambrian Pungchon Limestone Formation, Korea | 1986.3  | 1    | 40-52 (13)   | 박병권, 우경식                                 | 풍촌 석회암층 탄산염암의 탄소, 산소 동위원소 값과 퇴적 환경 |      |
| 江原道 寧越-平昌間에 分布하는 三方山層과 이에 隣接한 堆積層의 堆積, 層序 및 古生物學的 硏究                                                 | Sedimentological, Stratigraphical and Paleontological Study on the Sambangsan Formation and Its Adjacent Formations in the Yeongweol-Pyeongchang Area, Kangweondo                                          | 1986.3  | 1    | 69-86 (18)   | 이하영, 유강민, 이종덕                         | 조선 누층군 삼방산층의 암상과 화석 |      |
| 慶北 富邱地域 花崗片麻巖內의 地下水 流動 | The Flow of Ground Water in Granite Gneisses of the Buku Area, Korea | 1986.3  | 1    | 87-100 (14)  | 김영기, 성익환                                 | 울진군 부구리 화강편마암 내 지하수 유동 상태 |      |
| 중부 캠브리아계 풍촌석회암층의 미량 원소 | Trace Elements of the Middle Cambrian Pungchon Limestone Formation, Korea | 1986.6  | 2    | 105-122 (18) | 박병권, 한상준                                 | 조선 누층군 풍촌 석회암층의 미량원소 함량과 퇴적환경 |      |
| 聞慶炭田 鳥井山一帶의 地質構造 | Structures of the Ojeongsan Area, Mungyeong Coalfield, South Korea | 1986.6  | 2    | 135-145 (11) | 김정환                                         | 문경탄전 오정산 하부의 스러스트 단층 |      |
| 韓半島의 地震活動(I) : 洪城一帶의 地震活動                                                                                                  | Seismicity of the Korean Peninsula (I) : Seismicity of the Hongsung Area | 1986.6  | 2    | 164-175 (12) | 이기화, 정봉일, 김광호                         | 이 부분의 본문은 1978년 홍성 지진 입니다. |      |
| 중부 캠브리아기 우이드 여울 퇴적층 : 풍촌석회암층 하부의 어란상 탄산염암                                                                    | Middle Cambrian Ooid Shoal Deposits: The Oolitic Carbonate Rocks of Lower Pungchon Limestone Formation, Korea                                                                                              | 1986.9  | 3    | 183-199 (17) | 박병권, 한상준                                 | 조선 누층군 풍촌 석회암층의 어란상 탄산염암 |      |
| 慶尙盆地 南西部 新洞層群 砂岩에 대한 岩石學的 硏究                                                                                          | Sandstone Petrology of the Sindong Group, Southwestern Part of the Gyeongsang Basin | 1986.9  | 3    | 212-223 (12) | 최현일                                         | 경상 누층군 신동층군(낙동층, 하산동층, 진주층)의 사암의 유형과 퇴적물 공급지, 구성 광물 |      |
| 洛東層群의 起源岩에 關한 硏究 | Study on the Source Rocks of the Nagdong Group | 1986.9  | 3    | 233-256 (24) | 고인석                                         | 경상 누층군 낙동층군(낙동층, 하산동층, 진주층, 칠곡층)의 기원암 |      |
| 三陟-竹邊 一帶 先캠브리아紀 片麻岩類에 關한 變成岩石學的 硏究                                                                               | Metamorphic Petrology of Precambrian Gneisses in Samcheok-Jukbyeon Area | 1986.9  | 3    | 257-277 (21) | 이상만, 김형식, 오인석                         | 삼척시 선캄브리아기 편마암류의 변성시기, 암석화학 |      |
| 韓國產 玉에 對한 鑛物學的 및 寶石學的 硏究                                                                                                  | A Mineralogical and Gemological Characterization of the Korean Jade from Chuncheon, Korea | 1986.9  | 3    | 278-288 (11) | 김수진, 이동진, 장세원                         | 춘천시 옥에 대한 광물학, 화학, 보석학적 연구 |      |
| 23권 | |         |      |              |                                                | |      |
| 풍촌석회암층 내에 협재된 캠브리아기 조간대 이암층                                                                                           | Cambrian Peritidal Mudstone Deposits Interbedded in the Pungchon Limestone Formation, Korea | 1987.3  | 1    | 60-66 (7)    | 박병권, 한종환, 한상준                         | 조선 누층군 풍촌 석회암층 하부에 협재된 이암의 화학성분과 퇴적환경 |      |
| 중부 캠브리아계 풍촌석회암층에 함유된 적색 이질 성분의 기원                                                                                 | Origin of Red Argillaceous Composition in the Middle Cambrian Pungchon Limestone Formation, Korea | 1987.6  | 2    | 97-108 (12)  | 박병권, 한상준                                 | 이 부분의 본문은 풍촌 석회암층 입니다. |      |
| 下部 慶尙層群에 發達하는 分離面의 特性 硏究                                                                                                 | Mechanical Properties of Discontinuous Rocks in Lower Kyeongsang Group | 1987.6  | 2    | 120-135 (16) | 김영기                                         | 경상 누층군 하부에 발달하는 불연속면(절리)의 연구 |      |
| 三陟炭田 黃池一帶의 地質構造硏究 | Structural Analysis of Hwangji-area, Samcheog Coalfield, Korea | 1987.6  | 2    | 136-144 (9)  | 김정환, 원종호                                 | 삼척탄전 태백시 황지동 지역의 지질구조(혈암, 황지, 서북 스러스트 단층) |      |
| 江原道 銅店斷層 東部에서의 先캠브리아-캠브리아系의 境界                                                                                     | The Precambrian-Cambrian Boundary in the East of the Dongjeom Fault, Gangweon-do, Korea | 1987.6  | 2    | 145-158 (14) | 김정률, 정창희                                 | 태백시 동점 단층 동부에서 선캄브리아기 암석과 캄브리아기 조선 누층군 사이에 있는 면산층의 존재가 확인되었다. |      |
| 忠州一圓 滑石鑛床의 成因에 關한 巖石學的 硏究 : 原岩의 종류 및 成因                                                                         | Origin of Talc Deposit in the Chungju Area: Origin and Types of Initial Rocks and their Origin | 1987.6  | 2    | 173-188 (16) | 이종혁                                         | 충주시 옥천 누층군 증평층 내 활석광상의 원암과 성인 |      |
| 풍촌석회암층 상부의 중부 캠브리아계 탄산염 초 전사면 퇴적층                                                                                 | Middle Cambrian Carbonate Fore-reef Slope Deposits of the Upper Part of Pungchon Limestone Formation, Korea                                                                                                | 1987.9  | 3    | 195-215 (21) | 박병권, 한상준                                 | 조선 누층군 풍촌 석회암층의 암상과 퇴적 환경 해석 |      |
| 韓半島의 地震危險度 分析 | An Analysis of Seismic Hazard in the Korean Peninsula | 1987.9  | 3    | 229-241 (13) | 경재복, 이기화                                 | 지진의 분포는 지체구조구의 경계와 지체구조구 내에 발달한 단층들과 연관된다. |      |
| 韓半島의 地震活動: 3. 京畿陸塊의 地震活動                                                                                                   | Seismicity of the Korean Peninsula : 3. Seismicity of the Kyeonggi Massif | 1987.9  | 3    | 257-276 (20) | 이기화, 권병두, 장태우                         | 경기 육괴 지역에서의 지진 활동 |      |
| 浦項地域에 分布하는 新第三紀 延日層群의 有機地球化學的 硏究                                                                                 | Organic Geochemical Study of the Neogene Yeonil Group in Pohang Area, Korea | 1987.9  | 3    | 277-284 (8)  | 송요헌, 장호완, 곽영훈                         | 포항 분지 신생대 연일층군의 유기물질과 석유 부존 가능성 연구 |      |
| 南韓에서의 祥原系 分布와 그 意義 | Geological Significance of the Sangwon System in South Korea | 1987.9  | 3    | 285-286 (2)  | 원종관, 나기창, 이문원                         | 철원군 김화읍 암정리와 백령도에서 발견된 선캄브리아기 변성퇴적암 상원계 |      |
| 중부 캄브리아계 초 후사면 퇴적층 : 하부 풍촌석회암층에 협재된 탄산염 퇴적층                                                                 | Middle Cambrian Back-Reef Deposits: Carbonates Interbedded in the Lower Part of Pungchon Limestone Formation, Korea                                                                                        | 1987.12 | 4    | 287-305 (19) | 박병권, 한상준                                 | 조선 누층군 풍촌 석회암층의 탄산염 각력암층의 암상과 퇴적 환경 |      |
| 태백시 동점역부근의 하부 오오도비스기 두무골층의 퇴적학 예비연구                                                                            | Sedimentology of the Dumugol Formation (Lower Ordovician) in the Vicinity of the Dongjeom Station, Taebaeg City: a preliminary study                                                                       | 1987.12 | 4    | 331-337 (7)  | 이용일, 최덕근                                 | 조선 누층군 두무골층의 암상과 퇴적환경 |      |
| 南韓의 白堊紀~第三紀 火成活動과 地構造的 意義                                                                                               | Igneous Activities of the Cretaceous to the Early Tertiary and their Tectonic Implications in South Korea                                                                                                  | 1987.12 | 4    | 338-359 (22) | 이상만, 김상욱, 진명식                         | 백악기 불국사 화강암류의 분출 및 관입이 백악기 초(120 Ma)에 시작되어 제3기 초까지 단속적으로 진행되었고 이때 한반도와 일본 열도는 인접해 있었으며 마그마의 형성 심도는 180~260 km, 침강하는 해양 지각의 경사는 30°정도이다. |      |
| 백운산 향사지역 남부에 분포하는 중부 오오도비스계 막골층의 퇴적환경                                                                         | Depositional Environments of the Middle Ordovician Maggol Formation, Southern Part of the Baegunsan Syncline Area                                                                                          | 1987.12 | 4    | 360-373 (14) | 백인성                                         | 조선 누층군 막골층의 암상과 화학, 퇴적 환경 |      |
| 太白市 一帶 斗圍峰層(오오도비스系)의 介形蟲 群集                                                                                            | Ostracodes from the Duwibong Formation (Ordovician) in Taebaek City, Korea | 1987.12 | 4    | 374-380 (7)  | 백광호, 김봉균, 정창희                         | 조선 누층군 두위봉층에서 발견된 개형충 군집화석의 기재 |      |
| 구룡포에 분포하는 진주암의 생성과 변질작용                                                                                                  | Formation and Alteration of Perlite in Guryongpo Area | 1987.12 | 4    | 381-390 (10) | 원종관, 노진환, 이문원                         | 포항시 구룡포 지역에 분포하는 진주암(眞珠岩, perlite) |      |
| 24권 | |         |      |              |                                                | |      |
| 九龍浦地域에 分布하는 新生代 火山岩의 地質과 岩石學的 硏究                                                                                  | Geology and Petrology of Volcanic Rocks in Guryongpo, Korea | 1988.3  | 1    | 1-15 (15)    | 이문원, 원종관, 백광호, 노진환                 | 구룡포 지역 화산암류의 지질, 광물조성, 절대연령측정, 고지자기 측정 |      |
| 韓國 浦項盆地 新第三紀層의 硏究 - 堆積岩石學的, 古生物學的 및 鑛物學的 硏究를 中心으로                                                      | A Study on the Neogene Deposits in the Pohang Basin, Korea: With Emphasis on Sedimentological, Paleontological and Mineralogical Studies                                                                   | 1988.3  | 1    | 16-30 (15)   | 이유대, 이재영, 이영길                         | 포항 분지 사암의 광물조성과 퇴적 환경, 규조 화석 |      |
| 경주 남쪽을 중심으로 한 양산단층의 구조에 관한 지전기학적 연구                                                                              | A Geoelectric Study on the Structure of the Yangsan Fault in the South of Kyeongju | 1988.3  | 1    | 47-61 (15)   | 김영화, 이기화                                 | 울주군 두동면 봉계리-언양읍 간 양산 단층의 조사 |      |
| 한반도 지진위험도의 확률론적 분석(I) | A Probabilistic Analysis of the Seismic Risk in Korea (I) | 1988.3  | 1    | 62-70 (9)    | 이기화, 노명현                                 | 한국의 지진위험도 평가 |      |
| 상동지역 금천층의 코뉴라리드 | A Conulariid from the Geumcheon Formation (Upper Carboniferous), Sangdong Area, Korea | 1988.6  | 2    | 87-92        | 최덕근                                         | 평안 누층군 금천층의 암회색 셰일에서 발견된 한국 최초의 코뉴라리드 화석 Paraconularia geumcheonensis |      |
| 경북 감포지역 제3기층에 산출되는 불석광물 및 점토광물의 산상 및 분포                                                                        | Occurrence and Distribution of Zeolites and Clay Minerals from the Tertiary Rocks in the Gampo Area, Kyeongbuk                                                                                             | 1988.6  | 2    | 105-112 (8)  | 황진연                                         | 경주시 감포읍 제3기 지층에서 산출되는 변질광물의 광물과 성질 |      |
| [https://www.dbpia.co.kr/journal/articleDetail?nodeId=NODE01595194 해남 백악기 우항리층의 비투멘(II) : 오조커라이트의 생성 및 이동에 관하여 | The Bitumen of the Cretaceous Uhangri Formation (II) : On the Generation and Migration of the Ozocerite | 1988.6  | 2    | 113-126 (14) | 김홍렬, Alan Cook                              | 우항리층의 역청(bitumen) |      |
| 부산지역 백악기 다대포층에 대한 고자기학적 연구 : 그의 층서적, 지구조적 의의                                                                | Palaeomagnetism of Cretaceous Tadaepo Formation, Pusan Area: Its Stratigraphic and Tectonic Significances                                                                                                  | 1988.9  | 3    | 211-233 (23) | 김인수                                         | 경상 누층군 다대포층의 고지자기를 조사하고 다대포층이 유천층군이 아니라 하양층군에 대비된다고 주장 |      |
| 태백시남부에 분포하는 중부 오오도비스기 두위봉층의 폭풍의 퇴적작용                                                                          | Storm Sedimentation in the Middle Ordovician Duwibong Formation, Southern Taebaeg City | 1988.9  | 3    | 234-242 (9)  | 이용일                                         | 조선 누층군 두위봉층의 폭풍하 퇴적작용 |      |
| 華山 環狀火成岩複合體의 發達史 및 콜드른構造                                                                                                | Development and the Structure of Its Cauldron of the Hwasan Ring Igneous Complex, Northern Kyeongsang Basin, Korea                                                                                         | 1988.9  | 3    | 267-288 (22) | 윤성효                                         | 대구광역시 군위군 삼국유사면-영천시 화산면 화산 칼데라의 발달 역사와 지질구조 |      |
| 동점지역 두무골층(하부 오오도비스계)의 무척추동물 화석                                                                                      | Invertebrate Fossils from the Dumugol Formation (Lower Ordovician) of Dongjeom Area, Korea | 1988.9  | 3    | 289-305 (17) | 최덕근, 이용일                                 | 태백시 구문소 인근 두무골층에서 산출된 12종의 무척추동물 화석 |      |
| 25권 | |         |      |              |                                                | |      |
| 黃江里層의 石灰質礫에서 산출된 微化石과 그의 層序的 意義                                                                                    | Discovery of Microfossils from Limestone Pebbles of the Hwanggangri Formation and their Stratigraphic Significance                                                                                         | 1989.3  | 1    | 1-15 (15)    | 이재화, 이하영, 유강민, 이병수                 | 옥천 누층군 황강리층에서 발견된 오르도비스기 화석군 |      |
| 韓半島 金-銀 熱水 鑛床의 地化學的 硏究 : 楊東地域 鑛化帶                                                                                    | Geochemical Studies of Hydrothermal Gold-Silver Deposits, Republic of Korea : Yangdong Mining District | 1989.3  | 1    | 16-29 (14)   | 소칠섭, 윤성택, 치세정                         | 양평군 양동면 양동 금-은광상의 지질, 광물, 광화작용 |      |
| 치술령지역의 화성암류와 광화작용시기 - 유천층군의 화산활동시기에 대한 고찰                                                                  | The Age of Granitoid Intrusions and Related Mineralisation in the Chisulryoung Mountain Area, South-East Korea : Constraints on the Age of the Chisulryoung Volcanic Formation and Yucheon Group Volcanism | 1989.3  | 1    | 51-58 (8)    | Antony John Reedman, 박기화, Jane Alison Evans | 경상 누층군 유천층군 치술령 화산암에 대한 지질과 칼륨-아르곤 연대 측정 및 화산작용 시기 |      |
| 한반도 지진위험도의 확률론적 분석(II) | A Probabilistic Analysis of the Seismic Risk in Korea(II) | 1989.3  | 1    | 59-71 (13)   | 이기화, 진영근                                 | 한국의 지진위험도의 확률론적 분석 |      |
| 聞慶炭田 北部地域의 地質構造 | Geological Structures of the Northern Part of the Mungyeong Coalfield, Korea | 1989.3  | 1    | 72-81 (10)   | 김정환, 기원서, 김일석                         | 문경탄전 북부지역 지질구조와 부운령 역암층의 분포 |      |
| 삼척군 대이리 동굴군의 관음굴과 환선굴내에 발달한 동굴생성물의 초기 광물성분과 탄산염 속성작용에 관한 연구                                  | Original Mineralogy and Carbonate Diagenesis of Speleothems in Kwanum and Hwansun Cavern, Kangweondo, Korea: Preliminary Results                                                                           | 1989.3  | 1    | 90-97 (8)    | 우경식, 원종관                                 | 삼척 대이리 동굴지대 관음굴과 환선굴의 동굴생성물(종유석, 동굴산호)의 구분 |      |
| 濟州島 地下水의 水質特性 | Geochemical Characteristics of Groundwater in Cheju Island | 1989.9  | 3    | 230-238 (9)  | 최순학, 김영기                                 | 제주도 지하수의 지질과 특성 |      |
| 영동분지(백악기)내의 영동단층대 주변의 퇴적학적 특성                                                                                        | Sedimentological Characteristics along Yongdong Fault Zone in Cretaceous Yongdong Basin, Korea | 1989.9  | 3    | 259-272 (14) | 이동우, 백광호                                 | 이 부분의 본문은 영동 분지 입니다. |      |
| 홍천철광상의 성인에 대한 암석학적 연구 | Petrological Studies on the Genesis of the Hongcheon Iron Deposits, Korea | 1989.9  | 3    | 239-258 (20) | 이종혁, 이상헌                                 | 이 부분의 본문은 홍천군의 지질 입니다. |      |
| 어일분지일대에 분포하는 제 3기층에 대한 고자기학적 연구                                                                                     | Palaeomagnetism of Tertiary Rocks in the ?il (Eoil) Basin and its Vicinities, Southeast Korea | 1989.9  | 3    | 273-293 (21) | 김인수, 강희철                                 | 포항-울산지역 제3기 퇴적분지에서 보고된 잔류자기의 시계방향 편향 |      |
| 沃川褶曲帶 南西部의 剪斷帶에 分布하는 淳昌葉狀 花崗閃綠岩의 地化學 및 微構造硏究                                                            | Geochemical and Microstructural Studies on the Sunchang Foliated Granodiorite at a Shear Zone in the SW Part of the Ogcheon Fold Belt, Korea                                                               | 1989.9  | 3    | 294-311      | 홍국영, 이병주                                 | 남원시-순창군 호남전단대에 발달하는 엽리상 화강섬록암의 압쇄암과 화학, 호남전단대의 연성전단 운동 시기 |      |
| 江原道 太白市 北部地域의 上部 花折層(上部 캄브리아-最下部 오오도비스系)에서 產出된 코노돈트 化石群                                          | Conodonts from the Upper Hwajeol Formation (Upper Cambrian-Lowest Ordovician) in Northern District of Taebaeg City, Kangweon-Do, Korea                                                                     | 1989.9  | 3    | 322-336 (15) | 이병수                                         | 태백시 북부 하사미동 상부 화절층의 코노돈트 화석과 생층서 |      |
| 강원도 영월 마차리부근 하부 오도비스기 문곡층에 발달된 폭풍퇴적층                                                                           | Storm Deposits of the Lower Ordovician Mungog Formation in the Vicinity of Machari, Yeongweol, Kangweondo, Korea                                                                                           | 1989.9  | 3    | 337-346 (10) | 백인성, 이용일                                 | 이 부분의 본문은 문곡층 입니다. |      |
| 조선누층군 퇴적암의 퇴적환경과 속성작용 : 과거, 현재와 미래                                                                                 | Depositional Environments and Diagenesis of the Sedimentary Rocks, Choseon Supergroup, Korea : Past, Present, and Future; the State of the Art                                                             | 1989.9  | 3    | 347-363 (17) | 우경식, 박병권                                 | 조선 누층군의 퇴적학적 연구. 기존 논문의 문제점으로 속성 작용 연구의 부재 |      |
| | |         |      |              |                                                | |      |

## 같이 보기
- 한국의 지질
- 조선 누층군
- 평안 누층군